# Rocca Varano
La Rocca Varano è un'antica fortezza, costruita su uno sperone roccioso a poca distanza dal centro abitato di Camerino, nelle Marche.

## Storia e descrizione

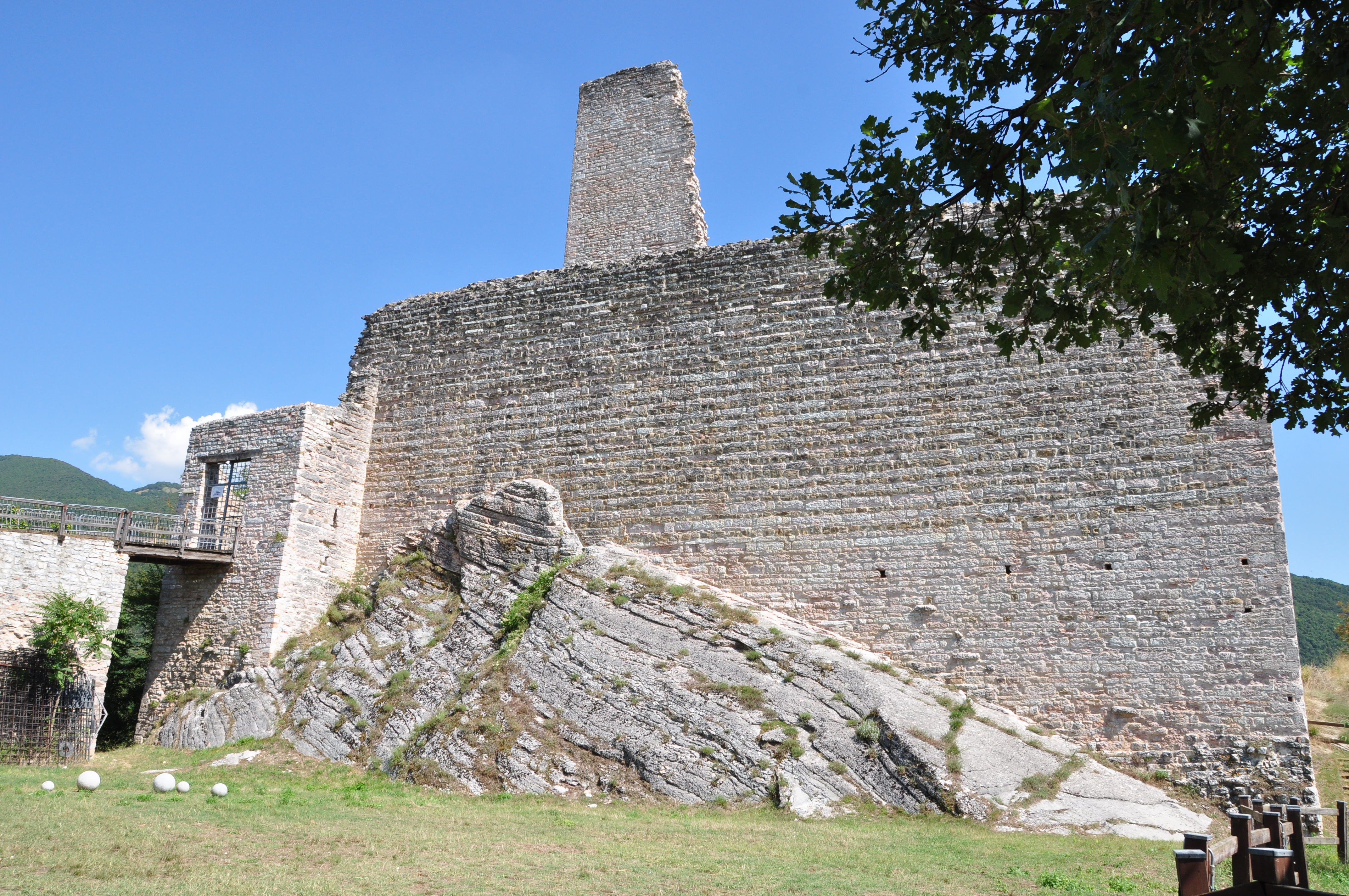
L'ingresso della fortezza

Eretta nel XIII secolo come residenza fortificata della nobile famiglia dei Da Varano, sarà poi trasformata nel XIV secolo in fortezza difensiva.
Per la futura signoria, la Rocca, costituiva una vera e propria fonte di guadagno, grazie ai pedaggi imposti alle genti che percorrevano la strada sottostante che collegava Roma all'Adriatico. Nel periodo successivo alla fine del ducato di Camerino, si salvò dal degrado perché trasformata in casa colonica. Di recente parzialmente restaurata, l'antica Rocca è Centro dell'artigianato e sede di convegni, mostre e manifestazioni.

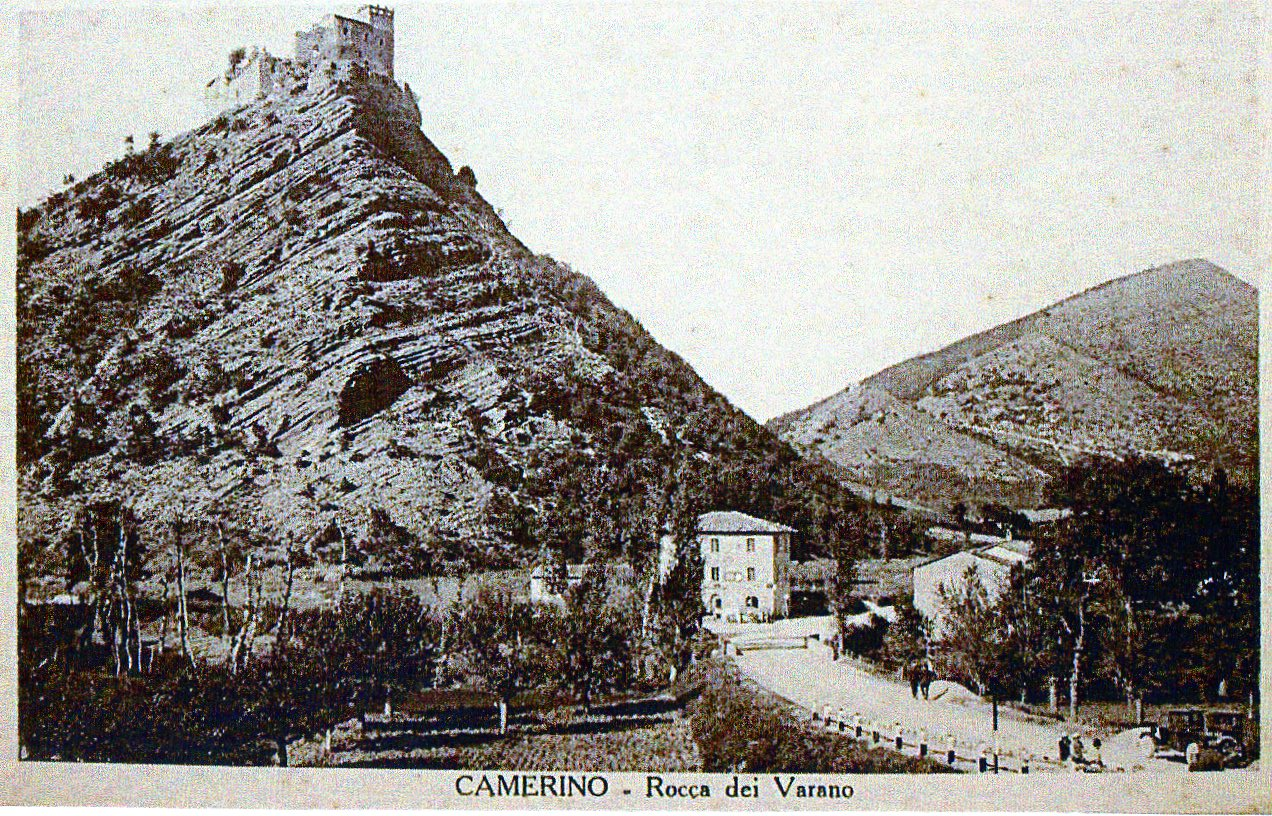
Rocca Varano, presso Camerino in una cartolina del 1949